# Семья (парк)
Парк «Семья» — одна из достопримечательностей Ульяновска, памятник природы, занесён в соответствующий кадастр как ООПТ Ульяновской области.

## История
Парк заложен в 1964 году, когда в городе началась подготовка к празднованию 100-летия со дня рождения В. И. Ленина. Рядом со строящимся Дворцом культуры автозавода на площади 9,5 га было высажено более 30 тысяч кустарников и деревьев, которые были сгруппированы по географическим признакам. Автор проекта и руководитель работ Тимофей Потапович Шафранский. Основные работы по строительству парка развернулись в 1965 году и продолжались три года. Открылся в 1970 году и был назван «Парк имени семьи Ульяновых». В 1990-х годах парк пришёл в запустении. В 2006 году парк был восстанавлен и расширен. В 2008 году был переименован в Парк «Семья».

## Описание
Парк расположен в Засвияжском районе города Ульяновска, на проспекте 50-летия ВЛКСМ, близ культурно-технического центра «Патриот». Площадь парка составляет 16 га. Границы парка: северная — улица Полбина, южная — проезд Полбина, западная — Западный бульвар, восточная — проспект 50-летия ВЛКСМ. В парке сохранилась уникальная ботаническая коллекция деревьев и кустарников из разных регионов мира (более 100 видов), которая была посажена в 1965—1970 годах при подготовке к празднованию 100-летия со дня рождения В. И. Ленина.

## Парк в филателии
В 1968 году в СССР был выпущен художественный маркированный конверт, посвящённый парку.

## Галерея
- Вход в парк
- Фонтан «К звёздам»
- Памятник «Ленин и крестьяне»
- Аллея Семья
- Композиция «Семья»
- В парке
- В парке